# Mieczysław Maliński
Mieczysław Maliński, né le 31 octobre 1923 à Brzostek (Basses-Carpates) et mort le 15 janvier 2017  à Cracovie, est un prêtre catholique, théologien et écrivain polonais.

## Biographie
Ayant perdu ses parents durant son enfance, il vient à Cracovie où il fait la connaissance de Jan Tyranowski et Karol Wojtyła. Après la guerre il entre au séminaire de Cracovie et fait des études de théologie à l'université Jagellonne. Il poursuit ensuite des études de philosophie à l'université catholique de Lublin. Dans les années 1960, il est autorisé à préparer un doctorat à l'université pontificale Saint-Thomas-d'Aquin où il reste de 1963 à 1967 pour étudier la théologie de Karl Rahner.
Il exerce diverses fonctions pastorales, d'abord à Rabka puis à Cracovie, tout en donnant des cours d'ecclésiologie au grand séminaire de Cracovie. À partir de 1976, il est recteur de l'église saint-François-de-Sales de Cracovie (église des visitandines).
Il collabore durant de longues années à l'hebdomadaire catholique libéral Tygodnik Powszechny.
Il est inhumé le 24 janvier 2017 au cimetière cracovien de Salwator (en).